# Gilette
Gilette là một xã ở tỉnh Alpes-Maritimes, vùng Provence-Alpes-Côte d'Azur ở đông nam nước Pháp. Cư dân sinh sống ở đây được gọi là Gilettois.